# Algy the Watchman
Algy the Watchman è un cortometraggio muto del 1912 diretto da Henry Lehrman.

## Produzione
Il film fu prodotto dalla Biograph Company.

## Distribuzione
Distribuito dalla General Film Company, il film - un cortometraggio di 145 metri - uscì nelle sale cinematografiche USA il 3 giugno 1912. Nelle proiezioni, veniva programmato con il sistema dello split reel, accorpato in un'unica bobina con un altro cortometraggio prodotto dalla Biograph, la commedia Tomboy Bessie.
Copia della pellicola viene conservata negli archivi della Library of Congress.